# Adrián Murcia Sánchez
Adrián Murcia Sánchez (Elche, Alicante, 23 de enero de 1988) es un futbolista español. Juega de portero en el Zebbug Rangers FC maltés.

## Trayectoria
Guardameta ilicitano formado en la cantera del Elche Club de Fútbol. Jugó en Tercera división con el Ilicitano y el Alcobendas para posteriormente dar el salto a Segunda B con el Denia. Con el Mirandés fue portero suplente de Wilfred en una exitosa temporada en la que consiguieron la clasificación para la promoción de ascenso tras gran parte de la temporada yendo líderes. En julio de 2012 ficha por la UD Salamanca de la segunda división B hasta su desaparición. Posteriormente comenzó la temporada 2013/14 en el Mar Menor CF de la del grupo murciano de Tercera división, para fichar en enero por el CD Castellón, del grupo VI.
En la siguiente temporada ficha por el Birkirkara FC de la primera división maltesa. Es traspasado al Zebbug Rangers FC, de la primera división maltesa, para la temporada 2015/16, donde juega actualmente.

## Clubes
| Club                           | País   | Periodo | Liga PJ (G) |
| ------------------------------ | ------ | ------- | ----------- |
| Elche Club de Fútbol Ilicitano | España | 2006/07 |             |
| Fútbol Alcobendas Sport        | España | 2007/09 |             |
| Club Deportivo Denia           | España | 2009/10 | 2 (0)       |
| Club Deportivo Mirandés        | España | 2010/12 | 17 (-10)    |
| Unión Deportiva Salamanca      | España | 2012/13 | 10 (-9)     |
| Mar Menor Club de Fútbol       | España | 2013/14 | 14 (-19)    |
| Club Deportivo Castellón       | España | 2013/14 |             |
| Birkirkara FC                  | Malta  | 2014/15 |             |
| Zebbug Rangers FC              | Malta  | 2015/16 |             |